# 카르미나 바리오스
카르미나 바리오스(Carmina Barrios, 1953년 5월 20일 ~ )는 스페인의 배우이다.

## 출연 작품
- 누가 밤비를 죽였나? (2013)